# PKP Cargo Terminale
PKP Cargo Terminale Sp. z.o.o. – polskie przedsiębiorstwo specjalizujące się w przeładunku wchodzące w skład grupy PKP Cargo.
Prowadzi działalność w Małaszewiczach oraz Medyce i Żurawicy. Jest największą w Polsce i jedną z największych w Europie spółek zarządzających lądowymi terminalami przeładunkowymi.

## Działalność
Spółka powstała w wyniku połączenia Centrum Logistycznego Medyka-Żurawica i Centrum Logistycznego Małaszewicze. Położone są one na wschodniej granicy Polski i posiadają dostęp do sieci kolejowej obu szerokości toru (1435 mm i 1520 mm) oraz sieci dróg. Możliwości przeładunkowe obejmują: towary sypkie, węgiel, drewno, metale, rudy, towary ponadgabarytowe oraz sztukowe. W obu lokalizacjach możliwy jest także przeładunek kontenerów używanych w transporcie intermodalnym. Firma dysponuje także odmrażalnią wagonów ułatwiającą przeładunek towarów masowych zimą. Terminale wyposażone są w suwnice, dźwigi, koparki, reachstackery, a także inne specjalistyczne urządzenia do przeładunku. Firma obsługuje przepływ towarów głównie pomiędzy Polską i innym krajami Unii Europejskiej, a Ukrainą, Białorusią, Rosją, Kazachstanem i Chinami, również w ramach Nowego Jedwabnego Szlaku.

### Centra logistyczne

#### Medyka-Żurawica
Początek działalności rejonu przeładunkowego Medyka-Żurawica przypada na październik 1947, kiedy oficjalnie przyjęto pierwszy transport rudy żelaza przeznaczony dla Czechosłowacji i NRD. W pierwszym roku funkcjonowania przeładunek wyniósł 66 tys. ton. Szybki i intensywny rozwój sprawił, że już w 1960 roku przeładowano łącznie 500 tys. ton towarów. W kolejnych dekadach powstawały estakady, rampy przeładunkowe, oraz przystąpiono do budowy odmrażalni umożliwiającej szybki przeładunek w okresie zimowym. Ciągłe inwestycje pozwalały na dynamiczny rozwój rejonu. Dokonywano zakupu suwnic, koparek, oddano do użytku nowoczesną, opalaną gazem, sześciokomorową odmrażalnią rudy oraz towarową Komunikacją Przestawczą do przestawiania wagonów z chemią ciężką (zmiana zestawów kołowych). Inwestycje te pozwoliły na osiągnięcie w latach 1975–1979 rekordowych przeładunków w wysokości 16 mln ton rocznie. Dominującym asortymentem była ruda żelaza, głównie dla zaopatrzenia Huty w Nowej Hucie, oraz Huty Katowice. Dużą grupą towarową stanowiły też metale, surówka, chemia oraz pojazdy (samochody i ciągniki).
Współcześnie możliwy jest przeładunek różnego typu towarów, również kontenerów.
Medyka-Żurawica zlokalizowana jest na III Paneuropejskim Korytarzu Transportowym

#### Małaszewicze
W związku ze zmianą granic, pod koniec lat 40. XX wieku rozpoczęto budowę obszaru przeładunkowego, który otwarto 14 grudnia 1949 roku. Od tego czasu rozwijano infrastrukturę transportową i przeładunkową, co przełożyło się także na potrzebę budowy nowych budynków mieszkalnych w sąsiedztwie portu. Małaszewicze przez wiele lat stanowiły ważne miejsce na mapie transportowej, ale rola tego miejsca wzrosła wraz z ogłoszeniem inicjatywy Nowego Jedwabnego Szlaku. Obecnie większość pociągów kursujących pomiędzy Chinami, a krajami Unii Europejskiej przejeżdża przez Małaszewicze.
Zobacz też: Suchy port w Małaszewiczach
Zduńska Wola - Karsznice
Terminal multimodalny w Centralnej Polsce, na styku głównej europejskiej linii komunikacyjnej wschód – zachód oraz trasy północ-południe łączącej m.in. Adriatyk, Bałtyk oraz Morze Północne oddany do użytku w listopadzie 2023 roku.

### Terminale

#### Małaszewicze[5]
- Terminal Uniwersalny[6]
- Terminal Kontenerowy[7]
- Terminal Raniewo – terminal masowy[8]
- Terminal Podsędków – terminal masowy[9]
- Terminal Kowalewo – terminal specjalistyczny[10]

#### Medyka-Żurawica
- Terminal kontenerowy[11]
- Terminal uniwersalny
- Odmrażalnia wagonów

Zduńska Wola/Karsznice
- Terminal kontenerowy